# Pedro Gallese
Pedro David Gallese Quiroz (ur. 23 lutego 1990 w Limie) – peruwiański piłkarz występujący na pozycji bramkarza w amerykańskim klubie Orlando City oraz w reprezentacji Peru. Wychowanek USMP, w swojej karierze grał także w zespołach Atlético Minero, Juan Aurich, Veracruz oraz Alianza Lima. Znalazł się w kadrze na Copa América 2016.